# Bolland
 (mai 2024).
Si vous disposez d'ouvrages ou d'articles de référence ou si vous connaissez des sites web de qualité traitant du thème abordé ici, merci de compléter l'article en donnant les références utiles à sa vérifiabilité et en les liant à la section « Notes et références ».
Pour les articles homonymes, voir Bolland (homonymie).
Bolland (Bolan en wallon), est un village de la commune de Herve, située en Province de Liège, en Région wallonne. C'était une commune à part entière avant la fusion des communes de 1977.

## Géographie
Ce village du pays de Herve est traversé par un cours d'eau nommé le Bolland. Celui-ci passe sous la Place du Wirhet, endroit où se situe l'ancienne maison communale à l'époque où Bolland formait toujours une commune à part entière.

### Quelques lieux-dits
en partant du nord vers l'est, le sud, le centre et l'ouest :
1.Nèche 2. Voie de Liège 3. Verte Voie 4. Hacboister 5. Neuve Cour 6. Voie de Messe 7. Dessus-le-Bois 8. Fosse Moray 9. Vieux-Couvent 10. Grétry 11. Sarémont 12. Les Fawes 13. Chemin Leboulle 14. Sombolland 15. Noblehaye 16. Chemin des Noyers 17. Lescours 18. Le Try 19. Les Communes 20. Les Doyards 21. Le chemin de l'église 22. Ferroul 23. Wirhet 24. La Brassine 25. Basse-Hez 26. Haute-Hez 27. Thier de la Fouarge 28. Entre-Deux-Bois 29. Le sentier de Hélawèye 30. Barbothez 31. Tombeux 32. Sauny.

## Évolution démographique
- Sources : INS, Rem. : 1831 jusqu'en 1970 = recensements, 1976 = nombre d'habitants au 31 décembre.

## Patrimoine et culture

### Patrimoine architectural

#### Le château de Bolland

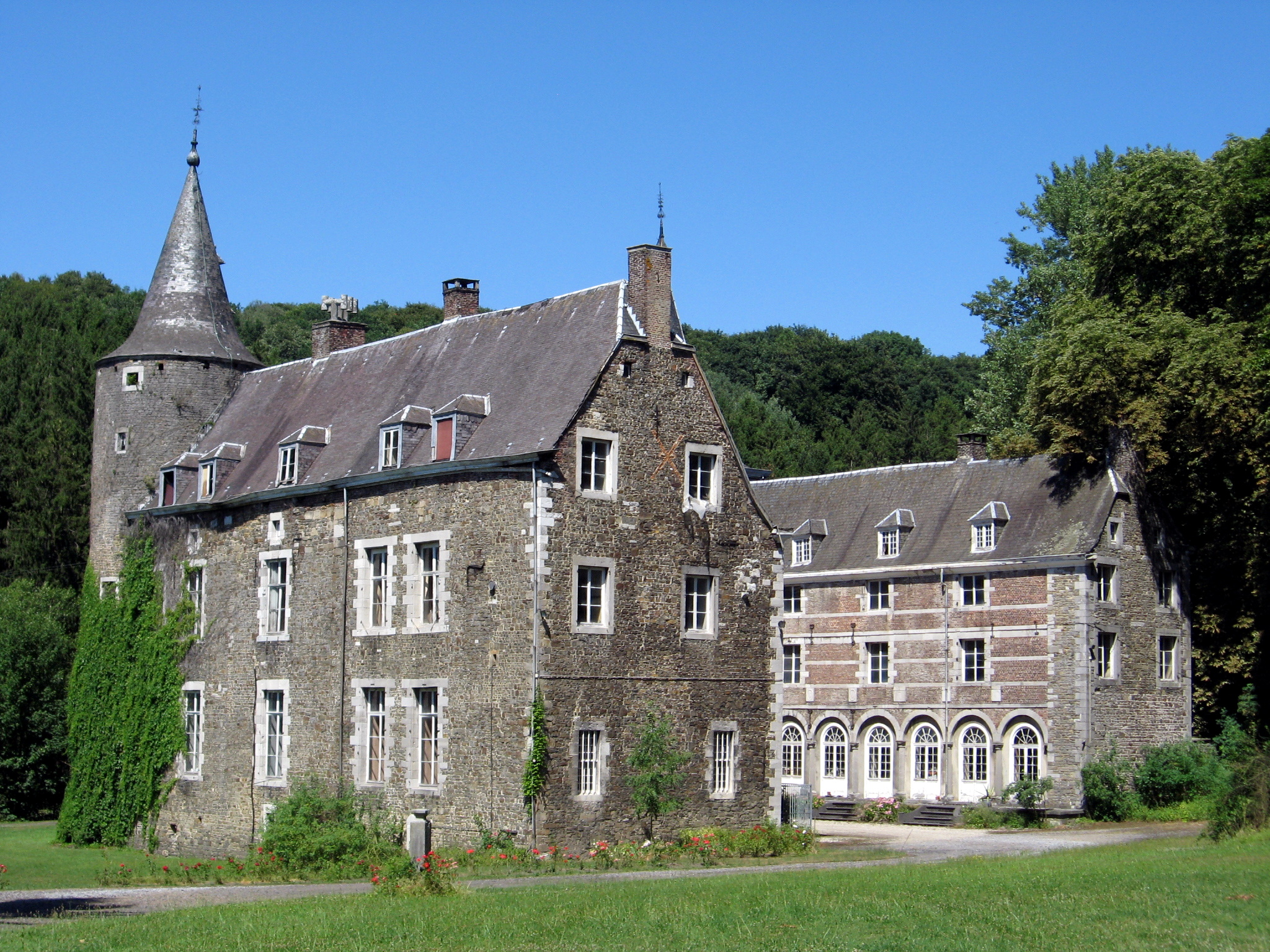
Château de Bolland

À trois ou quatre kilomètres au nord-ouest de Herve, juste derrière une ferme, s'élève le château de Bolland, ancien domaine des sires d'Eynatten, qui passa aux Lannoy-Clervaux avec Julémont. Le château, à tourelles d'angle, était entouré d'un fossé. L'endroit possédait encore des constructions d'un couvent de récollets fondé au XVIIe siècle par Jean de Berlo, seigneur de Bolland et Marguerite d'Eynatten, son épouse. À la même époque, la famille d'Eynatten fournit deux gouverneurs à la  forteresse de Franchimont. Il passa par mariage à la Maison de Lannoy-Clervaux.
Classé depuis le 27 septembre 1972 le château relève du domaine privé et n'est pas accessible au public.

#### La chapelle de Noblehaye
Au sud de Bolland, le hameau de Noblehaye possède une chapelle de plus de 300 ans qui est classée comme monument historique.